# Javier Aguirre
Javier Aguirre Onaindía (n. 1 decembrie 1958 în Mexico City) este un fost fotbalist mexican care a evoluat pe postul de mijlocaș. După ce s-a retras ca jucător, a devenit antrenor de fotbal și în prezent este antrenor principal al echipei naționale de fotbal a Mexicului.
Aguirre a jucat pentru Mexic la Cupa Mondială din 1986 și a fost de două ori antrenor al echipei, ducându-i la Cupa Mondială în 2002 și 2010. A câștigat și Cupa de Aur CONCACAF 2009 și i-a condus în finala Copa America din 2001. Mai târziu, a condus Japonia și Egiptul.
La nivel de echipe, Aguirre a condus șase cluburi din campionatul Spaniei. A terminat pe locul patru cu Osasuna în 2006 și Atlético Madrid în 2008, ajungând cu prima în finala Copa del Rey din 2005. A câștigat și Liga Campionilor CONCACAF cu Monterrey în 2021.